# Caixa de listagem

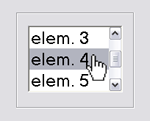
Um exemplo de list box com barra de rolagem.

Em computação, uma caixa de listagem (do inglês list box) é um elemento de interface gráfica (isto é, um componente widget) que permite mostrar uma lista comprida de opções (por exemplo, tamanho da fonte em editor de texto). Algumas caixas de listagem também permitem simultaneamente escolher mais de uma opção com o mouse (rato) quando teclas Control ou Shift são pressionadas. Ao contrário das caixas de combinação que permitem ao usuário escolher as opções que não estão na lista (editando-os na caixa de texto), as caixas de listagem pemitem somente escolher de opções predefinidas.
Dependendo do widget toolkit ou aplicação em uso, existem muitos estilos de apresentação gráfica de caixas de listagem.